# Andreas Vaikla
Andreas Vaikla, född 19 februari 1997 i Toronto, är en estländsk fotbollsmålvakt som spelar för FC Edmonton, på lån från Toronto FC II. 

## Klubbkarriär
Som 16-åring valde Vaikla att flytta till den engelska klubben West Bromwich Albion som scoutat honom i en landskamp mot Irland. West Bromwich och Vaikla var överens om att avsluta sitt samarbete efter säsongen 2015. Efter ett provspel hos IFK Norrköping och deltagande i en U21-match mot Djurgårdens IF valde IFK Norrköping att skriva ett ett och ett halvt års kontrakt med Vaikla.
I januari 2017 värvades Vaikla av IFK Mariehamn, där han skrev på ett treårskontrakt. Den 28 december 2017 värvades Vaikla av norska Kristiansund BK, där han skrev på ett tvåårskontrakt. Efter en och en halv säsong utan speltid i den norska klubben, återvände Vaikla den 2 augusti 2019 till IFK Norrköping.
Den 17 februari 2020 värvades Vaikla av Narva Trans. Den 18 maj 2021 skrev han på för USL League One-klubben Toronto FC II. Den 24 mars 2022 lånades Vaikla ut till Canadian Premier League-klubben FC Edmonton.

## Landslagskarriär
Vaikla är född i Kanada men har estländska föräldrar och har därför valt att representera det estländska landslaget.